# Eredivisie 1982-83
La Eredivisie 1982-83 fue la 27.ª temporada de la liga de máximo nivel en los Países Bajos. Ajax ganó su 13.ª Eredivisie y su 21.° título de campeón de los Países Bajos.

## Tabla de posiciones
| Pos | Equipo           | PJ | PG | PE | PP | GF  | GC | Pts | DG  | Notas                         |
| --- | ---------------- | -- | -- | -- | -- | --- | -- | --- | --- | ----------------------------- |
| 1   | AFC Ajax         | 34 | 26 | 6  | 2  | 106 | 41 | 58  | +65 | Copa de Europa.               |
| 2   | Feyenoord        | 34 | 22 | 10 | 2  | 72  | 39 | 54  | +33 | Copa de la UEFA.              |
| 3   | PSV Eindhoven    | 34 | 21 | 9  | 4  | 80  | 34 | 51  | +46 | Copa de la UEFA.              |
| 4   | Sparta Rotterdam | 34 | 12 | 13 | 9  | 64  | 52 | 37  | +12 | Copa de la UEFA.              |
| 5   | FC Groningen     | 34 | 11 | 15 | 8  | 67  | 57 | 37  | +10 | Copa de la UEFA.              |
| 6   | Roda JC          | 34 | 13 | 9  | 12 | 56  | 52 | 35  | +4  |                               |
| 7   | HFC Haarlem      | 34 | 13 | 9  | 12 | 49  | 53 | 35  | -4  |                               |
| 8   | Fortuna Sittard  | 34 | 11 | 11 | 12 | 41  | 48 | 33  | -7  |                               |
| 9   | SBV Excelsior    | 34 | 13 | 6  | 15 | 44  | 47 | 32  | -3  |                               |
| 10  | FC Utrecht       | 34 | 11 | 9  | 14 | 51  | 57 | 31  | -6  |                               |
| 11  | AZ '67           | 34 | 11 | 8  | 15 | 49  | 40 | 30  | +9  |                               |
| 12  | Go Ahead Eagles  | 34 | 9  | 11 | 14 | 44  | 59 | 29  | -15 |                               |
| 13  | PEC Zwolle       | 34 | 10 | 7  | 17 | 40  | 58 | 27  | -18 |                               |
| 14  | Willem II        | 34 | 9  | 8  | 17 | 49  | 62 | 26  | -13 |                               |
| 15  | Helmond Sport    | 34 | 8  | 10 | 16 | 44  | 70 | 26  | -26 |                               |
| 16  | FC Twente        | 34 | 7  | 11 | 16 | 36  | 60 | 25  | -24 | Descenso a la Eerste Divisie. |
| 17  | NAC              | 34 | 6  | 12 | 16 | 39  | 75 | 24  | -36 | Descenso a la Eerste Divisie. |
| 18  | NEC [1]          | 34 | 4  | 14 | 16 | 34  | 61 | 22  | -27 | Descenso a la Eerste Divisie. |

PJ = Partidos jugados; PG = Partidos ganados; PE = Partidos empatados; PP = Partidos perdidos; GF = Goles a favor; GC = Goles en contra; Pts = Puntos; DG = Diferencia de goles
[1] Ajax también ganó la Copa de los Países Bajos, obteniendo así el doblete. Ajax participará en la Copa de Europa, por lo que el finalista, NEC (descendido a la Eerste Divisie), podría jugar en la Recopa de Europa.